# 一桺文乃
一桺 文乃（いちやなぎ あやの、1996年12月26日 - ）は日本の文様・立体切り絵アーティスト。
複数枚の切り絵をアクリル板の枠を用いて重ね合わせることで一つの文様を構成し、更にそこに鏡を組み合わせることで陰影と光を作品内に取り込むという切り絵作品としてこれまでなかった新な表現技法を生み出した。

## 受賞履歴
- 愛知県立芸術大学卒業制作展 - 優秀作品賞受賞(2019)
- 愛知県立芸術大学修了制作展 - 神辺財団賞受賞(2021)